# Александровка (Ардатовський район)
Александровка (рос. Александровка) — село у складі Ардатовського району Нижньогородської області. Входить до складу робітничого селища Ардатов. Входило до складу скасованої Чуварлей-Майданської сільради.

## Географія
Розташоване за 21 км на південний захід від робітничого поселення Ардатов.
Зі сходу і заходу до села підходять листяні ліси. Декілька південніше села - маленьке озеро. Єдина вулиця розташована у напрямку захід-схід.

## Населення
| 1999 | 2002 | 2010 |
| ---- | ---- | ---- |
| 47   | ↘31  | ↘17  |